# Скоморохи-Малі
Скоморохи-Малі (пол. Skomorochy Małe) — село в Польщі, у гміні Грабовець Замойського повіту Люблінського воєводства.
Населення — 215 осіб (2011).
У 1975-1998 роках село належало до Замойського воєводства.

## Демографія
Демографічна структура станом на 31 березня 2011 року:
|          | Загалом | Допрацездатний вік | Працездатний вік | Постпрацездатний вік |
| -------- | ------- | ------------------ | ---------------- | -------------------- |
| Чоловіки | 106     | 17                 | 71               | 18                   |
| Жінки    | 109     | 23                 | 49               | 37                   |
| Разом    | 215     | 40                 | 120              | 55                   |